# 武杨
武杨（1992年1月5日—），中国女子乒乓球运动员，右手横握球拍，削攻结合打法。

## 简历
武杨于幼年时期在阳泉市体育学校训练乒乓球，2000年进入山西省体校，2005年进入中国国家二队，2009年起，由于在国内乒超联赛中常有不俗表现，武杨于2010年正式进入国家一队。2011年，武杨夺得斯洛文尼亚公开赛女单冠军以及全国城市运动会女单冠军，同年又获得参加鹿特丹世乒赛的单打比赛资格，她在本届赛事中杀入女单八强，最终1：4败于李晓霞。
2013年乒乓球世界杯团体赛，武杨随队出战，并于决赛第二盘出场，以3：0横扫日本队的石川佳纯，成为三十余年间第一位在国际赛事决赛中得到上场机会的中国女子削球选手。最终，武杨随队获得职业生涯第一个世界冠军头衔。同年9月举行的乒乓球女子世界杯上，武杨击败福原爱、冯天薇等人杀入决赛，于决赛中0:4不敌刘诗雯而获得亚军，首次在乒乓球国际大赛上获得单打奖牌。